# Richtersia discorda
Richtersia discorda is een rondwormensoort uit de familie van de Selachinematidae.